# Summa technologiae
Summa technologiae ist ein Sachbuch des polnischen Schriftstellers Stanisław Lem, das 1964 erstmals veröffentlicht und 1976 von Friedrich Griese ins Deutsche übersetzt wurde. Die bundesdeutsche Ausgabe erschien 1976 in gebundener Form im Insel-Verlag und 1981 als Taschenbuch bei Suhrkamp. Die DDR-Ausgabe erschien 1980 im Verlag Volk und Welt, Berlin. Im Jahr 2013 erschien eine englische Ausgabe an der Universität von Minnesota.
Der Titel des Werkes bezieht sich auf die großen „Summen“ der Theologie: Summa theologica von Thomas von Aquin bzw. Summa Theologiae von Albertus Magnus. „Technologie“ wird von Lem als die Gesamtheit der materiellen Grundlagen unserer Zivilisation und Kultur verstanden. Der Autor nähert sich seinem Thema auf philosophische Weise. Er will aufzeigen, was wir überhaupt von Wissenschaft und Technik erhoffen dürfen. Die oft im Zusammenhang mit diesem Werk erwähnten Voraussagen Lems zur „virtuellen Realität“ sind eigentlich nur Nebenprodukte. Für die tatsächliche informationstechnische Entwicklung dürften diese Voraussagen – mangels früherer englischer Übersetzung des Werks – ohne große Wirkung geblieben sein.
Bei diesen Voraussagen handelt es sich z. B. um die von Lem „Phantomatik“ genannte Virtuelle Realität oder um die Nanotechnologie, des Weiteren um die Künstliche Intelligenz, die er „Intellektronik“ nennt. Die Lemschen Wortschöpfungen verweisen darauf, dass die heute gebräuchlichen Begriffe erst nach Erscheinen des Werks gebildet wurden.
Der Sinn dieses gattungsmäßig schwer einzuordnenden Buches ist mit diesen Trend-Voraussagen kaum erschöpfend zu erfassen. Von den typischen futurologischen Aussagen z. B. eines Herman Kahn, unterscheidet sich der Ansatz Lems durch die Grundsätzlichkeit der Fragestellungen. Lem stellt sich nicht die Frage, was in 30 oder 100 Jahren sein wird, sondern was sein wird, wenn wir alle Möglichkeiten der Technologie voll ausschöpfen, wo die Grenzen der heutigen Technologie liegen und wie diese überwunden werden können. Es geht Lem eher um eine Metatheorie technischer Evolution als um Futurologie: „Bewegt die Technologie uns oder wir sie?“ „Ist das Verhältnis ‚Menschheit – Technologie‘ immer dasselbe oder ändert es sich historisch?“ „Gibt es Technologien, die zwar denkbar, aber jetzt und für immer unrealisierbar sind? Läge der Grund dieser Unmöglichkeit in der Struktur der Welt oder in unseren Beschränkungen?“ „Gibt es für die Zivilisation außer der technologischen noch eine andere mögliche Entwicklungsrichtung?“ „Ist die Richtung, die wir eingeschlagen haben, etwas Typisches im Kosmos, ist sie die Norm oder ist sie eine Aberration?“ Von einem wissenschafts- oder technikphilosophischen Ansatz unterscheidet sich Lems Werk wiederum durch den Blickwinkel des Konstrukteurs, den die Machbarkeit einer Technologie interessiert.
Eine Voraussetzung der Summa technologiae ist die Ausweitung des Begriffs „Technologie“. „Technologien“ sind gemäß Lem „die Verfahren der Verwirklichung von Zielen, die sich die Gesellschaft gesetzt hat, aber auch solcher, die niemand im Auge hatte, als man ans Werk ging“. Als „Effektoren“ in solchen Verfahren kommen (in Anlehnung an den Kybernetiker Pierre de Latil) nicht nur einfache Apparate (Hammer, Schreibmaschine usw.) und rückgekoppelte Systeme (Computer, Tier, Mensch) in Frage, sondern auch sich selbst verändernde Systeme (z. B. eine lebende Tierart) oder sogar Systeme mit noch höherem Freiheitsgrad, bei denen die Auswahl oder sogar Erschaffung des Materials, mit dem das System sich selbst aufbaut (RepRap), möglich ist.
Auf diesen Grundlagen kommt Lem zur Gegenüberstellung von technischer und biologischer Entwicklung. Beides sind materielle, sich selbst organisierende Systeme, in denen Entwicklung und Fortschritt möglich ist. Die Triebkraft dieser selbstregulativen Entwicklungsschemata ist das ihnen innewohnende Streben nach einem stabilen Zustand des Gleichgewichts. Lem verwendet hierfür den aus der Kybernetik stammenden Begriff der „Homöostase“.

## Bibliographie
- Stanislaw Lem: Summa technologiae. Insel Verlag, Berlin 1976, ISBN 3-458-15021-8.
- Stanislaw Lem: Summa technologiae. Verlag Volk und Welt, Berlin.
- Stanislaw Lem: Summa technologiae. Suhrkamp Verlag, Frankfurt am Main 1981, ISBN 3-518-37178-9.
- Online text (Memento vom 12. Oktober 2004 im Internet Archive) of a partial translation of Lem’s book (by Dr. Frank Prengel)
- Stanislaw Lem: Summa technologiae. University of Minnesota Press, Minneapolis 2013, ISBN 0-8166-7576-7.